# آدم حنين
آدم حنين (31 مارس 1929 - 22 مايو 2020) نحات ورسام   ولد في القاهرة من أسرة آسيوية تعمل في صياغة الحلي ، نشأ في حي باب الشعرية. التحق بمدرسة الفنون الجميلة فيها سنة 1949 وبعد تخرجه في 1953، قضى مدة في مرسم الأقصر. استكمل دراسته في ميونخ بألمانيا وأقام في فرنسا من 1971 حتى 1996. عمل من سنة 1989 إلى 1998 مع وزارة الثقافة المصرية في ترميم تمثال أبي الهول في الجيزة. وفي 1996 عاد نهائيا إلى وطنه، وأسس ساموزين أسوان الدولي لفن النحت. هو كان بحب الفنون الجميلة وكان في مدرسة فنون الجميلة وفن  الرائع

## سيرته

### سنواته الأولى وتعليمه
ولد آدم حنين في القاهرة يوم 31 مارس 1929 من أسرة أسيوطية تعمل في صياغة الحلي، ونشأ في حي باب الشعرية. التحق بمدرسة الفنون الجميلة في القاهرة في 1949 وبعد تخرجه في 1953، سافر إلى الصعيد وقضى أشهراً عديدةً في مرسم الأقصر. في 1957، نال منحة دراسية لمدة سنتين لمتابعة تحصيله في أكاديمية الفنون الجميلة في ميونخ، ألمانيا.

### في باريس: 1971 - 1996
انتقل في سنة 1971 مع زوجته إلى باريس حيث أقاما خمسة وعشرين عاما. كرّس نفسه خلال تلك الفترة لفنّه في محترفه الواقع في الدائرة الخامسة عشرة في باريس قرب بورت دو سيفر.

### بداية عمله في وطنه
عاد إلى مصر سنة 1996، وقد أصبح فناناً معروفاً على المستوى الدولي، وأقام مسكنه ومحترفه في منزل من الطوب الطيني في قرية الحرانية. عمل من سنة 1989 إلى 1998 مع وزارة الثقافة في ترميم تمثال أبي الهول في الجيزة. وفي 1996، أسس سمبوزيوم أسوان الدولي لفن النحت.

## أسلوبه الفني

### في النحت
يُعد من أبرز النحاتين في العالم العربي في القرن العشرين. أنجز خلال مسيرته الفنية عدداً من القطع الكبيرة والصغيرة الحجم، باستخدام مواد متنوعة مثل الغرانيت والبرونز والجص والحجر الجيري والفخار.

تشكلت أعماله الأولى التماثيل المصرية القديمة «مع الدلالة على حس تبسيطي في معالجة الكتل والأحجام.» وسجّلت بداية السبعينيات تطوّراً هاماً في فنّه واستلهم من حرية التعبير النحتي. وفي خلال الثمانينيات، اتسمت منحوتاته بالأشكال المجردة والأحجام الصافية وبديناميكية الحركة، وكانت تدور حول مواضيع مثل قرصي الشمس والقمر ومفهوم الصعود. أعماله في التسعينيات، تشكلت على المنحوتات كبيرة الحجم التي تعرض في الهواء الطلق، ومنها السفينة، المصممة كبديل مجازي للفضاء المتحفي. «تجسّد أعماله بشكل عام الحس الصرحي المختزل ومفهوم الأزل.»

### في الرسم
كان أيضاً رسامًا غير أنه لم يستخدم بتاتاً في لوحاته الألوان الزيتية على القماش بل أعاد إحياء تقنيات قديمة مثل الرسم على أوراق البردي بأصباغ طبيعية ممزوجة بالصمغ العربي أو تقنية الرسم على الجص التقليدية. أنجز سنة 1960 رسوماً لتزيين كتاب صديقه الشاعر صلاح جاهين (1930 ـ 1986) «رباعيات صلاح جاهين»، واستخدم لذلك الحبر الهندي على الورق. تتميّز لوحاته، سواء التشخيصية منها أو التي تمثل أشكالاً هندسية تجريدية، بصفاء الأشكال وحرارة الألوان التي يعززها عمق نحتي.

## معارضه
أقام العديد من المعارض الفردية، في القاهرة والإسكندرية وأمستردام ولندن وباريس وروما، كما شارك في الكثير من المعارض الجماعية في عدة دول. من بعض معارضه:
- 1980: الأكاديمية المصرية، روما، إيطاليا
- 1983: مركز سلطان، الكويت
- 1987: المركز الثقافي المصري، باريس
- 1988: غاليري إي إس بي ASB، ميونخ
- 1991: معهد العالم العربي، باريس، فرنسا
- 1999 ـ 2000: متحف المتروبوليتان للفن الحديث، نيويورك، الولايات المتحدة الأمريكية

كان له متحف في الحرانية اُفتتح في كانون الثاني/ يناير 2014، وله آثار في متحف الفن المصري الحديث في القاهرة وكذلك في متاحف: المتحف العربي للفن الحديث، في الدوحة، الذي يضم منحوتته الهائلة السفينة والمعروضة في باحة المدخل.

## جوائز وتكريماته
- 1998: جائزة الدولة المصرية التقديرية في الفنون.[5]
- الجائزة الأولى للإنتاج الفني.
- 1996: كرّم في معرض المكرمون.
- 2004: جائزة مبارك للفنون عام 2004 .
- 2014: تكريم من الصالون الأول للفن التشكيلي بمؤسسة الأهرام.[7]

## حياته الشخصية
تزوج بعالمة الأنثروبولوجيا عفاف الديب التي تعرفها خلال أحد معارضه سنة 1960 في ميونخ، بألمانيا.

## وفاته
توفي صباح يوم الجمعة 22 مايو 2020 بعد صراع مع المرض عن عمر ناهز 91 عاما.